# Gromovs kompakthetssats (geometri)
Inom matematiken är Gromovs kompakthetssats ett resultat som säger att mängden av Riemannmångfalder av given dimension med Riccikrökning ≥ c och diameter ≤ D är relativt kompakt i Gromov–Hausdorffmetriken. Den bevisades av Michail Gromov.
Satsen är en generalisering av Myers sats.